# پدران علیا
پدران علیا یک روستا در ایران است که در دهستان مود شهرستان سربیشه واقع شده‌است. پدران علیا ۵۹ نفر جمعیت دارد.